# Пам'ятники Москви
Стаття Пам'ятники Москви (рос. Памятники Москвы) призначена як для інформативного, так і візуального ознайомлення з основними пам'ятниками, меморіалами і скульптурними групами в столиці Росії місті Москва, а також наведення за можливістю даних з історії спорудження та авторів пам'яток монументального мистецтва в місті.
У Москві велика кількість різноманітних меморіалів, пам'ятників, монументів, сульптурних груп, пам'ятних знаків, погрудь (бюстів) і фігур. Будучи протягом значного часу XX століття столицею Радянської імперії, а також лишаючись у наш час мультикультурним мегаполісом, Москва має велику кількість «вшанованих у камені» діячів багатьох країн і народів.

## Список пам'ятників
Пам'ятники Москви подаються у формі таблиць за окремими адміністративними округами міста (10) станом на поточний момент, за можливістю вказуються вихідні дані — розташування та точні географічні координати, дати встановлення, авторів, додаткові відомості тощо, наводяться фото. Всередині таблиць пам'ятники розміщені за іменами, кому (або чому) присвячені, а групуються за абеткою. Список є неповним і постійно редагується. До списку, зазвичай, не включаються пам'ятники (переважно бюсти) на території підприємств, натомість паркові, а також на території публічних і культових об'єктів (Московського Кремля, музеїв, вишів, соборів тощо), за можливістю, наводяться.

### Центральний адміністративний округ
| Назва | Розташування | Координати                                                                      | Короткі відомості | Зображення                                                      |
| --- | --- | ------------------------------------------------------------------------------- | --- | --------------------------------------------------------------- |
| «Альпіністи», скульптурна група                                                                                                 | на території спорткомплексу «Лужники»                                                                                   |                                                                                 | Автор — скульптор Євген Абалаков. |                                                                 |
| Бауману Ернесту | у сквері біля головного корпусу Московського державного технічного університету ім. Н. Е. Баумана (вул. 2-а Бауманська) |                                                                                 | |                                                                 |
| Блоку Олександрові | у сквері на вулиці Спиридонівці                                                                                         |                                                                                 | |                                                                 |
| Борцям Революції 1905 року | біля станції метро «Вулиця 1905 року» на площі Краснопрєсненська застава                                                |                                                                                 | |                                                                 |
| Буніну Івану | у сквері на вулиці Поварській                                                                                           |                                                                                 | |                                                                 |
| Висоцькому Володимиру | на Страсному бульварі                                                                                                   |                                                                                 | |                                                                 |
| Воїнам-десантникам | у сквері на вулиці Радянської Армії                                                                                     |                                                                                 | |                                                                 |
| Воровському Вацлаву | на майданчику перед будинком № 21/5 вулиці Кузнецький Міст                                                              |                                                                                 | Пам'ятник В. Воровському, російському революціонеру польського походження і одному з перших радянських революціонерів установлено в 1-у річницю його смерті 11 травня 1924 року. Автор — скульптор І. М. Кац. У 2008 році проведено першу за час від спорудження реставрацію пам'ятника, що є пам'яткою регіонального значення. |                                                                 |
| Героям-школярам, пам'ятний знак                                                                                                 | на фасаді школи № 110 (Столовий перевулок, 10)                                                                          |                                                                                 | Автор — скульптор Д. Ю. Мітлянський |                                                                 |
| Героям Плевенської битви | на площі Іллінська брама                                                                                                |                                                                                 | |                                                                 |
| Герцену Олександрові | у сквері на Тверському бульварі                                                                                         |                                                                                 | |                                                                 |
| Гоголю Миколі | у скверику на Нікітському бульварі                                                                                      |                                                                                 | Пам'ятник, що є першим (найстаршим) пам'ятником російському та українському письменнику М. В. Гоголю установлено в подвір'ї будинку, де проживав (Нікітський бульвар, буд. 7-а). Автор пам'ятника М. А. Андрєєв створив його у 1904—09 рр., і початково пам'ятник стояв на Гоголівському бульварі, але 1951 року за особистою вказівкою Сталіна його звідти було прибрано, а вже за Хрущовської «відлиги» встановлено на сучасному місці. |                                                                 |
| Гоголю Миколі | на початку Гоголівського бульвару                                                                                       |                                                                                 | «Новий» пам'ятник М. В. Гоголю — встановлений 1952 року. Автор — радянський скульптор М. Томський, чий проект було обрано на спеціально оголошеному конкурсі. |                                                                 |
| Грибоєдову Олександрові | на Чистопрудному бульварі                                                                                               |                                                                                 | Пам'ятник класику російської літератури О. С. Грибоєдову встановлено 1959 року. Автори — скульптор А. А. Мануїлов та архітектор А. А. Заварзін. |                                                                 |
| Гюго Віктора, бюст | у парку Сад «Ермітаж» на вулиці Каретний Ряд                                                                            |                                                                                 | Погруддя французького письменника, драматурга, поета, публіциста і громадського діяча, члена Французької академії (1841) Віктора Гюго встановлено 1990 року. Автор — французький скульптор Лоран Маркест (1902). Бюст передано в дарунок Москві мерією Парижа. Архітектурну прив'язку виконав російський архітектор А. К. Тихонов |                                                                 |
| Данте Аліґ'єрі, бюст | у парку Сад «Ермітаж» на вулиці Каретний Ряд                                                                            |                                                                                 | Погруддя італійського поета, письменника та політика часів Відродження Данте Аліґ'єрі було встановлено згідно з розпорядженням мера Москви Ю. М. Лужкова № 1129-РМ від 26 жовтня 2000 року. Автор — італійський скульптор Рінальдо Пірас. Погруддя передано в дарунок Москві урядом Італії та муніципалітетом міста Рима за участі Товариства імені Данте Аліґ'єрі. |                                                                 |
| Дзержинському Феліксу | у парку скульптур навпроти центрального входу до Центрального Парку культури і відпочинку ім. Горького                  |                                                                                 | Пам'ятник радянському партійному і державному діячеві, революціонеру-засновнику ВЧК, одному з організаторів «червоного терору» Ф. Е. Дзержинському встановлений у 1958 році навпроти головної будівлі КДБ (зараз ФСБ) на Луб'янській площі, але після подій ГКЧП 1991 року перенесений до Парку Мистецтв (скульптур). Автор — радянський скульптор Є. В. Вучетич. |                                                                 |
| Димитрову Георгію | на вулиці Велика Якиманка                                                                                               |                                                                                 | Пам'ятник болгарському державному і партійному діячеві Г. Димитрову було встановлено 1972 року. Автор — скульптор Вл. Цигаль. |                                                                 |
| Діти — жертви вад дорослих (рос. Дети — жертвы пороков взрослых), скульптурна група                                             | у сквері на Болотній площі                                                                                              | 55°44′45″ пн. ш. 37°37′10″ сх. д. / 55.74583° пн. ш. 37.61944° сх. д.           | Відкрито 2001 року. Автор — скульптор М. М. Шемякін. |                                                                 |
| Достоєвському Федору | на вулиці Достоєвського                                                                                                 |                                                                                 | Пам'ятник російському письменнику Ф. М. Достоєвському (один з 2, старіший) установлено 1913 року. Автор — скульптор С. Д. Меркуров. |                                                                 |
| Достоєвському Федору | перед будівлею Російської державної бібліотеки на вулиці Воздвиженка (на розі з Моховою вулицею)                        |                                                                                 | «Новий» пам'ятник Ф. М. Достоєвському було встановлено до 850-річчя Москви 1997 року. Автор — російський скульптор О. І. Рукавішніков. |                                                                 |
| «Дружба навіки», монумент / в пам'ять 200-ліття добровільного приєднання Грузії до Росії                                        | на Тішинській площі |                                                                                 | Споруджено влітку 1983 року. Автор — скульптор З. К. Церетелі. Є подарунком Грузинської РСР Москві. |                                                                 |
| Дружбі вірменського і російського народів, пам'ятний знак / Єдиний хрест, пам'ятний знак                                        | у сквері, розташованому на розі площі Нікітські Ворота і вулиць Великої і Малої Нікітських.                             |                                                                                 | Після реконструкції майданчику на площі Нікітські Ворота зі східного боку Церкви Вознесіння Господнього тут було розбито сквер. У 1997 році (рік святкувань 850-ліття Москви), в сквері, поблизу церковної огорожі було встановлено гранітний пам'ятний знак «Єдиний хрест» (авторська назва), присвячений дружбі народів Вірменії та Росії (через що іноді скульптуру називають Дружбі вірменського і російського народів, Слався у віках дружба народів Росії та Вірменії тощо. Автори — скульптори Ф. М. і В. Ф. Согояни. Пам'ятний знак є подарунком Вірменії Москві. |                                                                 |
| Екіпажу атомного підводного крейсера «Курськ»                                                                                   | у сквері на вулиці Радянської Армії                                                                                     |                                                                                 | |                                                                 |
| Енгельсу Фрідріху | на площі Пречистєнські Ворота                                                                                           |                                                                                 | Пам'ятник німецькому підприємцю та мислителю, соратнику і спонсору Карла Маркса, було встановлено 1976 року. Автор — скульптор І. Козловський. |                                                                 |
| Єсеніну Сергію | на Тверському бульварі                                                                                                  |                                                                                 | Встановлено 1995 року. Автори — скульптор А. А. Бічуков та архітектор А. В. Клімочкін. |                                                                 |
| Жертвам політичних репресій в СРСР, пам'ятний камінь                                                                            | перед головною будівлею ФСБ (кол. КДБ) на Луб'янській площі                                                             |                                                                                 | Пам'ятний знак являє брилу, спеціально доставлену з колишнього концтабору на Соловецьких островах, встановлену 30 жовтня 1990 року. |                                                                 |
| Жертв теракту на Дубровці, меморіал                                                                                             | біля театрального центру на Дубровці на вулиці Мельникова                                                               |                                                                                 | Меморіал в пам'ять жертв і потерпілих Трагедії Норд-Осту 23 жовтня — 26 жовтня 2002 року відкрито в першу річницю трагічної події 23 жовтня 2003 за значного скупчення людей (і за відсутності перших осіб держави) біля будівлі, де сталась трагедія. Автор — скульптор О. М. Бєлашов. |                                                                 |
| Жукову Георгію, маршалу | на Манежній площі |                                                                                 | Пам'ятник радянському полководцю і державному діячеві, Маршалу Радянського Союзу, одному з найвідоміших військових командувачів Другої Світової війни Г. К. Жукову було встановлено 8 травня 1995 року, відповідно до Указу Президента РФ від 9 травня 1994 року № 929. Автори — скульптор В. М. Кликов та архітектор Ю. Г. Григорьєв. Пам'ятник являє конну статую на гранітному постаменті вагою 100 тон. |                                                                 |
| Загиблим міліціонерам | на північній стороні Трубної площі                                                                                      |                                                                                 | Встановлено на початку 2000-х. |                                                                 |
| Загиблим на стадіонах світу / Тим, що загинули 20 жовтня 1982 року в Лужниках                                                   | неподалік трибуни «В» стадіону «Лужники»                                                                                |                                                                                 | Пам'ятний знак, що присвячується всім жертвам, які реєструвались під час непередбачуваних надзвичайних ситуацій на спортивних спорудах світу, і зокрема, загиблим під час тисняви після матчу Кубку УЄФА 20 жовтня 1982 року (правду про цю трагедію було замовчано), було встановлено 22 жовтня 1992 року (на 10-ліття від трагічної події). Автори — архітектор Георгій Луначарський і скульптор Михайло Сковородін. Ініціатором створення пам'ятника виступив клуб фанів-вболівальників московського «Спартака».                                                       |                                                                 |
| Закоханим / Всім закоханим, пам'ятний знак                                                                                      | у парку Сад «Ермітаж» на вулиці Каретний Ряд                                                                            |                                                                                 | Пам'ятний знак установлено 14 лютого 2006 року (День Святого Валентина) коштом комерційної FM-радіостанції «Срібний дощ». |                                                                 |
| «Каменюка — знаряддя пролетаріату» (рос. Булыжник — оружие пролетариата), скульптура                                            | у сквері ім. 1905 року на площі Краснопрєсненська застава                                                               |                                                                                 | Встановлено 1967 року. Скульптура, присвячена збройному повстанню краснопрєсненських робітників у грудні 1905 року в ході Революції 1905—1907 років, є точною копією однойменного творіння радянського скульптора І. Д. Шадра, виконаного ним у гіпсі в 1925—27 рр. (відлите в бронзі 1947 року). Архітектурну ув'язку скульптури здійснили архітектори М. Н. Казарновський і Л. Н. Матюшин. Прикметно, що в Києві є копія скульптури — подарунок Москви, встановлена 1982 року.                                                                                          |                                                                 |
| Кирилу і Мефодію | на Слов'янській площі                                                                                                   |                                                                                 | | Файл:Cyril-and-Methodius.JPG                                    |
| Корольову Сергію | перед входом до Палацу культури МДТУ ім. М. Е. Баумана на розі Рубцовської набережної та Госпітального перевулку        |                                                                                 | Пам'ятник радянському вченому академіку С. П. Корольову. Автор — архітектор А. Н. Бурганов. |                                                                 |
| Крилову Івану | у Єрмолаєвському провулку                                                                                               |                                                                                 | |                                                                 |
| Крупській Надії | на Сретенському бульварі                                                                                                |                                                                                 | Встановлено 1976 року. Автори — скульптори Є. Ф. Бєлашова і А. М. Бєлашова, архітектор В. Л. Воскресенський. |                                                                 |
| Кунанбаєву Абаю | на Чистопрудному бульварі                                                                                               |                                                                                 | Пам'ятник великому казахському поетові, письменнику, громадському діячеві Абаю Кунанбаєву встановлено 2006 року. Автори — скульптор М. Айнеков та архітектор В. Романенко. |                                                                 |
| Леніну Володимиру | на Калузькій (кол. Жовтневій / Октябрській) площі                                                                       |                                                                                 | |                                                                 |
| Лермонтову Михайлу | на Лермонтовській площі                                                                                                 |                                                                                 | Пам'ятник російському поету М. Ю. Лермонтову було встановлено 1965 року. Автор — І. Бродський. |                                                                 |
| Ліхудам Іоаннікію та Софронію                                                                                                   | біля Богоявленського монастиря у Богоявленському провулку                                                               |                                                                                 | Пам'ятник грецьким просвітникам братам Іоаннікію та Софронію Ліхудам встановлено 2007 року. Є подарунком Уряду Греції місту Москві. |                                                                 |
| Ломоносову Михайлу | перед старою будівлею Московського університету на вулиці Моховій                                                       |                                                                                 | |                                                                 |
| Марксу Карлу | на площі Революції |                                                                                 | Пам'ятник німецькому політекономісту Карлу Марксу, чиї ідеї стали одним з джерел ідеології ленінізму, панівної в СРСР, було встановлено 1961 року. Автор — скульптор Л. Кербель. |                                                                 |
| Маяковському Володимиру | у центрі Тріумфальної площі (до 1992 року — площа Маяковського)                                                         |                                                                                 | Пам'ятник російському поетові-новатору і публіцисту В. Маяковському було встановлено 1958 року. Автор — скульптор О. П. Кібальніков. |                                                                 |
| Мельникову Павлу | на Комсомольській (Трьох вокзалів) площі                                                                                | 55°46′29.21″ пн. ш. 37°39′15.23″ сх. д. / 55.7747806° пн. ш. 37.6542306° сх. д. | |                                                                 |
| Мініну і Пожарському | перед Храмом Василія Блаженного на Красній площі                                                                        |                                                                                 | |                                                                 |
| Мухіній Вірі | у Пречистенському перевулку                                                                                             |                                                                                 | | Файл:VeraMuhina.jpg                                             |
| Навої Алішеру | у сквері на Сєрпуховській площі                                                                                         |                                                                                 | Пам'ятник великому узбецькому поетові і мислителю Алішеру Навої було урочисто (за участю московської влади і представників із Узбекистану) відкрито 2003 року. Автор пам'ятника — заслужений діяч мистецтв Узбекистана Равшан Мвртаджиєв. Пам'ятник є подарунком Москві від Узбекистана. |                                                                 |
| «Наталя і Олександр», фонтан-ротонда                                                                                            | поблизу Церкви Вознесіння Господнього на площі Нікітські Ворота                                                         |                                                                                 | Відкрито 6 червня 1999 року (день 200-ї річниці від дня народження О. С. Пушкіна) біля Церкви Вознесіння Господнього, де вінчалися Олександр Пушкін і Наталя Гончарова. Автори — скульптор М. В. Дронов та архітектори М. А. Бєлов і М. О. Харитонов. Попри загальне сприйняття фонтану-ротонди, існують критичні відгуки щодо нього. |                                                                 |
| Нізамі | біля будівлі Посольства Азербайждану в РФ (Леонтьєвський перевулок, 16)                                                 |                                                                                 | Пам'ятник великому азербайджанському поетові й мислителю Нізамі Гянджеві встановлено 1991 року. Він є подарунком Азербайджану Москві. Автори — скульптори Т. і Е. Зейналови. |                                                                 |
| Нікуліну Юрію | біля Московського цирку на Цвєтному бульварі                                                                            |                                                                                 | Пам'ятник радянському актору-коміку встановлено 2000 року. Автор проекту — скульптор Ю. Рукавішніков. Пам'ятник являє собою бронзову фігуру Юрія Нікуліна як персонажа зі стрічки «Кавказька полонянка», що ніби виходить із бронзового ж кабріолету. |                                                                 |
| Обеліск у Олександрівському саді / Революційним мислителям і діячам боротьби за звільнення трудівників / «Романовський обеліск» | у Олександрівському саді                                                                                                |                                                                                 | Початково обеліск було встановлено на честь 300-річчя російської царської династії Романових 1914 року, але 1918 року за вказівкою Леніна обеліск переобладнали на честь революційних діячів та мислителів. Автор — архітектор С. А. Власьєв. Від 1966 року на сучасному місці розташування. |                                                                 |
| Образцову Сергію | поряд з Державним Академічним Центральним театром ляльок імені С. В. Образцова (вул. Садова-Самотєчна, 3)               |                                                                                 | Пам'ятник радянському російському театральному діячеві, творцю і багаторічному керівнику московського Московського Центрального театра ляльок С. В. Образцову був урочисто відкритий 1 червня 2006 року. Скульптуру ж із бронзи, за основу якої була взята порецелянова фігурка 1950-х авторства Іллі Слоніма, було створено 2001 року до 100-ліття від дня народження Сергія Образцова. Автор пам'ятника — народний художник Росії, академік Олександр Бєлашов. |                                                                 |
| Окуджаві Булату | на вулиці Арбат |                                                                                 | |                                                                 |
| Олександру ІІ, царю-визволителю                                                                                                 | на території Храму Христа Спасителя                                                                                     |                                                                                 | Пам'ятник російському царю-реформатору Олександру ІІ було урочисто (за участі міністра культури РФ, патріарха РПЦ Алексія II, мера Москви Ю. М. Лужкова, інших чиновників, духовенства та громадськості) відкрито 7 червня 2005 року. Автори — народний художник Росії скульптор А. І. Рукавішніков та архітектори І. Н. Воскресенський і С. А. Шаров. Пам'ятник споруджено за сприяння спонсорів. |                                                                 |
| Островському Олександрові | перед будівлею Малого театру на Театральній площі (на розі з вул. Пєтровка)                                             |                                                                                 | |                                                                 |
| Першому супутнику / Творцям першого штучного супутника, пам'ятний знак                                                          | перед павільйоном станції метро «Ризька»                                                                                |                                                                                 | Пам'ятник першому в світі супутнику, запущеному 4 жовтня 1957 року, встановлено в 1958 році. Автор — скульптор Ковнер. |                                                                 |
| Петру І / 300-літтю російського флота, пам'ятний знак                                                                           | на набережній Москви-ріки                                                                                               |                                                                                 | Автор — скульптор З. К. Церетелі. |                                                                 |
| Попкову Віталію | у Самотьочному сквері                                                                                                   |                                                                                 | |                                                                 |
| Пролетар, скульптура | біля входу до станції метро «Краснопрєсненська»                                                                         |                                                                                 | |                                                                 |
| Пушкіну Олександрові | на Пушкінській площі | 55°45′55.2″ пн. ш. 37°36′19.7″ сх. д. / 55.765333° пн. ш. 37.605472° сх. д.     | Пам'ятник російському поетові О. С. Пушкіну було урочисто відкрито 6 червня 1880 року (на 101-у річницю від дня народження) на Страсній площі (тепер Пушкінська) на початку Тверського бульвару (1950 року перенесено на протилежний бік площі). Автор пам'ятника — російський скульптор Олександр Михайлович Опєкушин. |                                                                 |
| Пушкіну Олександрові і Гончаровій Наталі                                                                                        | на вул. Арбат |                                                                                 | |                                                                 |
| Рахманінову Сергію | на Страсному бульварі                                                                                                   |                                                                                 | |                                                                 |
| Реріхам Миколі і Олені | на тлі фасаду «Міжнародного Центру Реріхів» (Малий Знаменський перевулок, буд. 3/5)                                     |                                                                                 | Пам'ятник Реріхам встановлено 9 жовтня 1999 року під час ювілейних святкувань, присвячених 125-річчю від дня народження Миколи Реріха і 120-літтю Олени Реріх. |                                                                 |
| Рєпіну Іллі | на Болотній площі |                                                                                 | Пам'ятник великому українському та російському живописцю І. Ю. Рєпіну було відкрито 1958 року. Автори — скульптор М. Г. Манізер та архітектор І. Є. Рожин. |                                                                 |
| Руставелі Шота | у сквері на площі Грузинській                                                                                           |                                                                                 | |                                                                 |
| Семашка Миколи, бюст | на вулиці Велика Піроговська                                                                                            |                                                                                 | |                                                                 |
| Синілкіній Анні | біля Палацу спорту на території спорткомплексу «Лужники»                                                                |                                                                                 | Пам'ятник Анні Іллінічні Синілкіній, заслуженому робітнику культури РСФСР, колишньому президенту національної Федерації фігурного катання, керівнику Палацу спорту «Лужиники» напротязі 38 років, був урочисто відкритий 13 березня 2005 року (спеціально приурочено до відкриття чергового ЧС з фігурного катання). |                                                                 |
| Старостіну Миколі | на Алеї видатних спортсменів Росії на території спорткомплексу «Лужники»                                                |                                                                                 | |                                                                 |
| Стрельцову Едуарду | біля споруди «Мультиспорт» на Алеї видатних спортсменів Росії на території спорткомплексу «Лужники»                     |                                                                                 | | Файл:Памятник Стрельцову.JPG                                    |
| Суворову Олександрові | на Суворовській площі                                                                                                   |                                                                                 | Встановлено 1982 року. Автор — скульптор О. К. Комов. |                                                                 |
| Сурикову Івану | на вулиці Пречистенка                                                                                                   | 55°44′27.8″ пн. ш. 37°35′31.75″ сх. д. / 55.741056° пн. ш. 37.5921528° сх. д.   | |                                                                 |
| Тімірязєву Клименту | у сквері на Тверському бульварі                                                                                         |                                                                                 | Пам'ятник російському природознавцю-дарвіністу, біологу та фізіологу К. А. Тімірязєву встановлено 1923 року. Автори — скульптор С. Д. Меркуров та архітектор Д. П. Осіпов. |                                                                 |
| Толбухіну Федору, маршалу | на Самотьочній площі |                                                                                 | Автор — скульптор Лев Кербель. |                                                                 |
| Толстому Льву | на вулиці Поварській |                                                                                 | | Файл:Memorial to Lev Tolstoi in Moscow (Nikitskaya) 2 - hdr.jpg |
| Толстому Льву | у подвір'ї музею Льва Толстого на вулиці Пречистинка                                                                    |                                                                                 | |                                                                 |
| Толстому Олексію | на вулиці Велика Нікітська                                                                                              |                                                                                 | Пам'ятник російському письменнику О. М. Толстому було встановлено 1957 року. Автори — скульптор Георгій Мотовилов і архітектор Л. Поляков. |                                                                 |
| Третьякову Павлу | перед будівлею Третьяковської галереї в Лаврушинському провулку.                                                        |                                                                                 | Автор — О. П. Кібальніков. |                                                                 |
| Фагот і Коров'єв, фігури | подвір'я майстерні скульптора Олександра Рукавішнікова біля Нового Арбату.                                              | 55°45′11.99″ пн. ш. 37°35′43.8″ сх. д. / 55.7533306° пн. ш. 37.595500° сх. д.   | Фігури персонажів роману М. О. Булгокова «Майстер і Маргарита». |                                                                 |
| Філатову Нілу | у сквері на вулиці Велика Піроговська (біля будівлі Держархіву РФ)                                                      |                                                                                 | Пам'ятник російському педіатру Н. Ф. Філатову встановлено 1960 року. |                                                                 |
| Фрунзе Михайла, бюст | перед будинком Палацу культури Російської Армії на Суворовській площі                                                   |                                                                                 | Встановлено 1960 року. Автор — скульптор Є. В. Вучетич. |                                                                 |
| Целікова Олександра, погруддя                                                                                                   | перед входом до Московського державного технічного університету імені М. Е. Баумана                                     |                                                                                 | |                                                                 |
| Чайковському Петру | біля головного корпусу Московської консерваторії (вул. Велика Нікітська, 13)                                            |                                                                                 | |                                                                 |
| Челомея Володимира, погруддя | перед входом до Московського державного технічного університету імені М. Е. Баумана                                     |                                                                                 | |                                                                 |
| Чехову Антону | у Камергерському перевулку                                                                                              |                                                                                 | |                                                                 |
| Шаляпіну Федору | поруч з будинком-музеєм Федора Шаляпіна на Новінському бульварі                                                         |                                                                                 | Пам'ятник російському співакові Ф. І. Шаляпіну встановлено 2003 року. Автори — О. Іконніков, В. Церковніков. |                                                                 |
| «Шерлок Холмс і доктор Ватсон», скульптурна композиція                                                                          | на Смоленській набережній                                                                                               |                                                                                 | Скульптурну композицію, що зображає персонажів детективних творів А. Конан-Дойла Шерлока Холмса і Доктора Ватсона, точніше персонажів популярного радянського серіалу-екранізації за творами Конан-Дойла, яких зіграли відповідно В. Б. Ліванов і В. М. Соломін, урочисто відкрито 27 квітня 2007 року якраз навпроти Посольства Великої Британії. Автор — скульптор Андрій Орлов. |                                                                 |
| Шмельова Івана, бюст | у Великому Толмачовському перевулку                                                                                     |                                                                                 | |                                                                 |
| Шміту Миколі, пам'ятний знак | на Шмітовському проїзді (на розі з вул. 1905 року).                                                                     |                                                                                 | |                                                                 |
| Шолохову Михайлу | у сквері посередині Гоголівського бульвару                                                                              |                                                                                 | Автори — скульптори Александр Іуліані та Філіпп Рукавішніков; архітектори Ігор та Антон Воскресенькі. |                                                                 |
| Шухову Володимиру | на Сретенському бульварі з боку Тургенівської площі                                                                     |                                                                                 | Пам'ятник російському інженеру-винахіднику і вченому-математику В. Г. Шухову відкрито 2 грудня 2008 року. Автори — група скульпторів на чолі з С. Щербаковим. |                                                                 |
| Яригіну Івану | на Алеї видатних спортсменів Росії на території спорткомплексу «Лужники»                                                |                                                                                 | Пам'ятник визначному радянському борцю І. С. Яригіну було встановлено 7 листопада 1998 року (у 50-у річницю від дня його народження і за рік по смерті). |                                                                 |
| Яшину Льву | на Алеї видатних спортсменів Росії на території спорткомплексу «Лужники»                                                |                                                                                 | Пам'ятник російському футболісту-голкіперу Л. І. Яшину встановлено 1997 року. Автор — скульптор Олександр Іуліанович Рукавішніков. |                                                                 |
| в пам'ять про революційну боротьбу московських робітників у вересні 1905 року і в жовтні 1917 року, пам'ятний камінь            | на Тверському бульварі                                                                                                  |                                                                                 | |                                                                 |
| на честь фіналу Ліги Чемпіонів УЄФА розіграшу 2007—2008 років, пам'ятний знак                                                   | біля входу до стадіону «Лужники»                                                                                        |                                                                                 | | Файл:Памятник УЕФА 2008.JPG                                     |
| | |                                                                                 | |                                                                 |

### Північний адміністративний округ
| Назва | Розташування | Координати | Короткі відомості | Зображення                                |
| --- | --- | ---------- | --- | ----------------------------------------- |
| Авіаторам, що загинули на Ходинському полі, пам'ятний камінь                                                                         | у Парку Авіаторів (Чапаєвському)                                                                                               |            | |                                           |
| Вільямсу Василю | на вулиці Тімірязєвській (біля буд. № 49)                                                                                      |            | Пам'ятник радянському ґрунтознавцю-агроному Василю Робертовичу Вільямсу встановлено 1947 року. Автори — скульптор С. О. Махтін та архітектор І. А. Француз.                                                                                              |                                           |
| «Вічна угорсько-радянська дружба», пам'ятний знак                                                                                    | у парку Дружби на Ленінградському шосе                                                                                         |            | |                                           |
| Вучетича Євгена, бюст | біля будівлі префектури Північного адмінокругу Москви на вулиці Тімірязєвській                                                 |            | Встановлено 1981 року неподалік будівлі тодішнього Тімірязєвського райкому КПРС. Автор — скульптор З. І. Азгур. | Файл:Vuchetichmoscow.jpg                  |
| «Діти миру», скульптурна композиція                                                                                                  | у парку Дружби на Ленінградському шосе                                                                                         |            | |                                           |
| Жуковського Миколи, бюст | Ленінградський проспект, буд. 40                                                                                               |            | |                                           |
| Железнова Миколи, бюст | на території Російського державного аграрного університету (МСХА ім. К. А. Тімірязєва) на вулиці Тімірязєвській                |            | |                                           |
| Зої та Олександрові Космодем'янським / Вчителям і учням 201-ї середньої школи м. Москви, що загинули в боях за Батьківщину, меморіал | біля ЗОШ ім. Зої та Олександра Космодем'янських № 201 (вул. Зої та Олександра Космодем'янських, 3)                             |            | |                                           |
| Зорге Ріхарду | на розі вулиці Зорге і Хорошевського шосе                                                                                      |            | |                                           |
| Костякова Олексія, бюст | на вулиці Тімірязєвській |            | |                                           |
| Леніна Володимира, скульптура | біля корпусу № 3 Московського Авіаційного інституту на розі Ленінградського і Волоколамського шосе                             |            | |                                           |
| Леніну Володимиру | біля Російського державного аграрного університету (МСХА ім. К. А. Тімірязєва) на вулиці Тімірязєвській                        |            | |                                           |
| Орджонікідзе Серго, скульптура | біля корпусу № 3 Московського Авіаційного інституту на розі Ленінградського і Волоколамського шосе, колишній пам'ятник Сталіну |            | |                                           |
| «Родючість» (рос. «Плодородие»), скульптурна композиція                                                                              | у парку Дружби на Ленінградському шосе                                                                                         |            | Автор — радянський скульптор Віра Мухіна. |                                           |
| Сервантесу Мігелю | у парку Дружби на Ленінградському шосе                                                                                         |            | |                                           |
| Стебута Івана, бюст | на території Російського державного аграрного університету (МСХА ім. К. А. Тімірязєва) на вулиці Тімірязєвській                |            | |                                           |
| Строєва Миколи, бюст | у Парку Авіаторів (Чапаєвському)                                                                                               |            | | Файл:Stroyev monument (Aviators park).jpg |
| Тагору Рабіндранату | у парку Дружби на Ленінградському шосе                                                                                         |            | |                                           |
| Тельману Ернсту | перед Торговим комплексом «Галерея Аеропорт» на площі Тельмана                                                                 |            | |                                           |
| Тімірязєва Климента, бюст | на вулиці Тімірязєвській (біля буд. № 47)                                                                                      |            | Погруддя російського природознавця-дарвініста, біолога, фізіолога, одного з основоположників російської і радянської школи фізіологів рослинК. А. Тімірязєва було встановлено 1924 року. Автори — скульптор М. М. Страховська та архітектор С. Чернишов. |                                           |
| Турського Митрофана, бюст | на вулиці Тімірязєвській (біля буд. № 58)                                                                                      |            | Погруддя М. К. Турського було встановлено 1912 року. Автор — скульптор П. В. Дзюбанов. |                                           |
| «Хліб», скульптурна композиція | у парку Дружби на Ленінградському шосе                                                                                         |            | Автор — радянський скульптор Віра Мухіна. |                                           |
| Царьову Костянтину | на вулиці Адмірала Макарова (біля буд. № 23)                                                                                   |            | |                                           |
| Ціолковського Костянтина, бюст | Ленінградський проспект, буд. 40                                                                                               |            | |                                           |
| Яковлева Олександра, бюст | у Парку Авіаторів (Чапаєвському)                                                                                               |            | |                                           |
| Яшину Льву | біля північної трибуни стадіону «Динамо» на Ленінградському шосе                                                               |            | Пам'ятник російському футболісту-голкіперу встановлено 1999 року. Автор — скульптор Олександр Іуліанович Рукавішніков. |                                           |
| | |            | |                                           |

### Північно-східний адміністративний округ
| Назва                                                                                       | Розташування | Координати                                                                    | Короткі відомості | Зображення                  |
| ------------------------------------------------------------------------------------------- | --- | ----------------------------------------------------------------------------- | --- | --------------------------- |
| Гагаріна Юрія, бюст                                                                         | на Алеї Космонавтів |                                                                               | |                             |
| Бєляєва Павла, бюст                                                                         | на Алеї Космонавтів |                                                                               | |                             |
| «Глобус з цитатами Ціолковського», скульптура                                               | на Алеї Космонавтів |                                                                               | |                             |
| Глушка Валентина, бюст                                                                      | на Алеї Космонавтів |                                                                               | |                             |
| де Голлю Шарлю                                                                              | перед готелем «Космос» на площі Шарля де Голля |                                                                               | Пам'ятник французькому військовому і державному діячеві Шарлю де Голлю урочисто відкрито 9 травня 2005 року. |                             |
| Дзержинському Феліксу, пам'ятний знак                                                       | на розі проспекту Миру і Новоалєксєєвської вулиці |                                                                               | |                             |
| Келдиша Мстислава, бюст                                                                     | на Алеї Космонавтів |                                                                               | |                             |
| Корольову Сергію                                                                            | поблизу з Монументом підкорювачам космосу і Алеєю Космонавтів на території Всеросійського виставкового центру (ВВЦ, кол. ВДНГ / рос. ВДНХ) на проспекті Миру |                                                                               | Встановлено 2008 року |                             |
| Комарова Володимира, бюст                                                                   | на Алеї Космонавтів |                                                                               | |                             |
| Леніну Володимиру                                                                           | на території Всеросійського виставкового центру (ВВЦ, кол. ВДНГ / рос. ВДНХ) на проспекті Миру                                                               |                                                                               | |                             |
| Леонова Олексія, бюст                                                                       | на Алеї Космонавтів |                                                                               | |                             |
| Мічуріну Івану                                                                              | біля Мічурінського фруктового саду на ВВЦ |                                                                               | |                             |
| Підкорювачам космосу, монумент                                                              | біля головного входу до Всеросійського виставкового центру (ВВЦ, кол. ВДНГ / рос. ВДНХ) поруч з Алеєю Космонавтів на проспекті Миру                          | 55°49′21.7″ пн. ш. 37°38′22.64″ сх. д. / 55.822694° пн. ш. 37.6396222° сх. д. | Монумент в ознаменування досягнень радянського народу в освоєнні космосу було встановлено 1964 року. Автори — скульптор А. П. Файдиш-Крандієвський та архітектори А. Н. Колчін і М. О. Барщ. Вже у 2000-х рр. монумент було доповнено архітектурними зображеннями планет Сонячної системи і пам'ятником С. П. Корольову. |                             |
| Плавленому сирку «Дружба» / «Ворона і лисиця тримають плавлений сирок „Дружба“», скульптура | біля заводу плавлених сирів «Карат» (вул. Руставелі 14/11, на розі з Огородним проїздом).                                                                    |                                                                               | |                             |
| «Робітник і колгоспниця (селянка)», скульптурна група                                       | на території Всеросійського виставкового центру (ВВЦ, кол. ВДНГ / рос. ВДНХ) на проспекті Миру                                                               |                                                                               | Легендарна скульптура авторства Віри Мухіної. Нині (2009 рік) перебуває у тривалій реставрації. |                             |
| Руднєвої Євгенії, бюст                                                                      | на вулиці Євгенії Руднєвої |                                                                               | |                             |
| Терешкової Валентини, бюст                                                                  | на Алеї Космонавтів |                                                                               | |                             |
| Ціолковському Костянтину                                                                    | перед Монументом підкорювачам космосу на території Всеросійського виставкового центру (ВВЦ, кол. ВДНГ / рос. ВДНХ) на проспекті Миру                         |                                                                               | | Файл:Ziolkowski Denkmal.jpg |
|                                                                                             | |                                                                               | |                             |

### Східний адміністративний округ
| Назва                                                                          | Розташування                                                              | Координати | Короткі відомості | Зображення |
| ------------------------------------------------------------------------------ | ------------------------------------------------------------------------- | ---------- | --- | ---------- |
| Бухвостову Сергію                                                              | на Преображенській площі                                                  |            | Пам'ятник російському офіцеру С. Л. Бухвостову було відкрито 20 серпня 2005 року. Автор — російський скульптор В'ячеслав Михайлович Кликов.                                           |            |
| Гвардійцю Преображенського полку                                               | на Преображенській площі                                                  |            | |            |
| Гвардійцю Семенівського полку                                                  | на Семенівській площі                                                     |            | |            |
| Робітникам Лефортовського заводу, що полягли у Великій Вітчизнянній війні      | на вулиці Електрозаводській                                               |            | |            |
| Робітників МШК ім П. П. Щербакова — воїнів Великої Вітчизняної війни, меморіал | на вулиці Електрозаводській (зараз на території бізнес-центру «Лефортово» |            | |            |
| Саперам, що полягли у Великій Вітчизняній війні, меморіал                      | перед Ізмайлівською гімназією (№ 1508), вул. Пєрвомайська, 65а            |            | Пам'ятник-меморіал відкрито 8 травня 1980 року (у 35-у річницю Дня Перемоги). Автори — скульптор С. Ф. Захльобін та архітектор Є. Ф. Махначов. У 2000 році пам'ятник реконструйовано. |            |
|                                                                                |                                                                           |            | |            |

### Південно-східний адміністративний округ
| Назва                                                          | Розташування                                                    | Координати                                                                 | Короткі відомості | Зображення                 |
| -------------------------------------------------------------- | --------------------------------------------------------------- | -------------------------------------------------------------------------- | --- | -------------------------- |
| 50-річчю Стаханівського руху                                   | біля БК «40-ліття Жовтня» на Рязанському проспекті              |                                                                            | |                            |
| Єсеніну Сергію                                                 | на Єсенінському бульварі (на розі з Волгоградським проспектом)  |                                                                            | |                            |
| Захисникам Москви, пам'ятний знак                              | на Єсенінському бульварі (на розі з Волгоградським проспектом)  |                                                                            | Напис на пам'ятному знаку: «Захисникам Москви від вдячних мешканців Кузьмінок» (рос. «Защитникам Москвы от благодарных жителей Кузьминок»). | Файл:Monument E b 1.jpg    |
| Кузнецова Василя, генерала, бюст                               | на вулиці Генерала Кузнецова                                    | 55°40′51.8″ пн. ш. 37°51′4.2″ сх. д. / 55.681056° пн. ш. 37.851167° сх. д. | Погруддя радянського воєначальника, генерал-полковника (1943), Героя Радянського Союзу (29 травня 1945) В. І. Кузнецова виготовлено на ПФ «Зодчий» у 2000 році. Автор — скульптор А. Г. Постол. |                            |
| Льотчикам «Нормандія-Німан»                                    | у Краснокурсантському сквері з боку вулиці Красноказарменної, 9 |                                                                            | Пам'ятник воякам французького винищувального авіаційного полку «Нормандія-Німан», що у ІІ Світову війну воювали проти країн Осі на радянсько-германському фронті в 1943—45 роках було урочисто відкрито 10 жовтня 2007 року. Пам'ятник споруджений за проектом авторського колективу: скульптор народний художник РФ А. Н. Ковальчук, архітектори М. В. Корсі та заслужений архітектор РФ А. К. Тихонов. |                            |
| Михайлову Євгену                                               | на вулиці Михайлова                                             |                                                                            | |                            |
| Папернику Лазарю                                               | на вулиці Паперника                                             |                                                                            | |                            |
| Пролетаєву Федору                                              | на Єсенінському бульварі (на розі з вулицею Пролєтаєва)         |                                                                            | | Файл:Monument Poletaev.jpg |
| на честь льотчиків 299-го штурмового авіаполку, пам'ятний знак | на вулиці Маршала Полубоярова                                   |                                                                            | |                            |
|                                                                |                                                                 |                                                                            | |                            |

### Південний адміністративний округ
| Назва               | Розташування                    | Координати                                                            | Короткі відомості | Зображення |
| ------------------- | ------------------------------- | --------------------------------------------------------------------- | ----------------- | ---------- |
| Володимиру Великому | На території Данилова монастиря | 55°42′39″ пн. ш. 37°37′43″ сх. д. / 55.71083° пн. ш. 37.62861° сх. д. |                   |            |
|                     |                                 |                                                                       |                   |            |

### Південно-західний адміністративний округ
| Назва                     | Розташування | Координати | Короткі відомості | Зображення |
| ------------------------- | --- | ---------- | --- | ---------- |
| Мальчиш-Кібальчиш, фігура | на вулиці Косигіна (буд. № 17; на розі з проспектом Вернадського)                                                                            |            | Скульптуру радянського пропагандистського персонажа встановлено 1972 року. Автори — скульптор В. К. Фролов та архітектор В. С. Кубасов.                                                           |            |
| Косигіну Олексію          | біля будинку № 8 на вулиці Косигіна |            | Пам'ятник радянському державному і партійному діячеві, голові радянського уряду протягом 16 років О. М. Косигіну встановлено біля будинку, де він жив, 2008 року. Автор — М. В. Томський.         |            |
| Неру Джавахарлалу         | у сквері на східному боці площі Джавахарлала Неру (на розі з Ломоносовським проспектом, проспектом Вернадського і вулицею Миколи Коперника). |            | Пам'ятник індійському державному діячеві Джавахарлалу Неру встановлено 1996 року. Автор — скульптор Д. Б. Рябічев.                                                                                |            |
| Пилюгіну Миколі           | на вулиці академіка Пилюгіна |            | Пам'ятник радянському інженеру-конструктору в галузі систем автономного управління ракетними і ракетно-космічними комплексами Миколі Олексійовичу Пилюгіну урочисто відкрили 19 травня 2008 року. |            |
|                           | |            | |            |

### Західний адміністративний округ
| Назва                                            | Розташування                                                                                    | Координати                                                                      | Короткі відомості | Зображення |
| ------------------------------------------------ | ----------------------------------------------------------------------------------------------- | ------------------------------------------------------------------------------- | --- | ---------- |
| Багратіону Петру                                 | перед бізнес-центром «Башта-2000» у скверику на Кутузовському проспекті (між будинками 22 і 24) | 55°44′42.71″ пн. ш. 37°32′52.08″ сх. д. / 55.7451972° пн. ш. 37.5478000° сх. д. | Пам'ятник російському генералові від інфантерії, князеві грузинського походження, героєві Російської Вітчизняної війни 1812 року Петру Багратіону було урочисто відкрито 5 вересня 1999 року. Автори пам'ятника — грузинський скульптор академік Мераб Мерабішвілі та московський архітектор Борис Іванович Тхор. |            |
| Багрицькому Едуарду                              | у сквері на вулиці Багрицького (на розі з Сафоновською вулицею)                                 |                                                                                 | Пам'ятник радянському російському поетові (уродженець Одеси) Е. Г. Багрицькому встановлено 1982 року. Автори — скульптор В. Г. Шатуновська та архітектори В. В. Богданов і В. П. Соколов. |            |
| Бутлерову Олександрові                           | на вулиці Академіка Хохлова, 1 перед хімічним факультутом МДУ (корпус № 3)                      |                                                                                 | Пам'ятник російському вченому, хіміку-органіку О. М. Бутлерову було встановлено 1953 року. Скульптор — З. І. Азгур |            |
| Воїну-інтернаціоналісту                          | у Парку Перемоги                                                                                |                                                                                 | |            |
| Ганді Індірі                                     | на південній стороні площі Індіри Ганді                                                         |                                                                                 | Встановлено 1987 року. Автор — скульптор О. К. Комов. |            |
| Ганді Махатмі                                    | на північній стороні площі Індіри Ганді                                                         |                                                                                 | Встановлено 1988 року. Автор — скульптор Г. Пал. |            |
| Кінокамера, скульптура / Кінокамері              | на Алеї кінозірок на Мосфільмівській вулиці                                                     |                                                                                 | |            |
| Коні Анатолію                                    | у парку перед соціологічним факультетом МДУ                                                     |                                                                                 | Пам'ятник російському правнику і громадському діячеві А. Ф. Коні встановлено 1998 року. Автор — скульптор А. Семинін. |            |
| Купалі Янці                                      | у сквері по Кутузовському проспекту                                                             |                                                                                 | Пам'ятник білоруському поетові Янці Купалі було відкрито до 125-річчя (від народження) в 2007 році |            |
| Кутузову Михайлу                                 | перед музеєм-панорамою «Бородинська битва» (Кутузовський проспект, б. 38)                       |                                                                                 | Пам'ятник російському полководцю М. І. Кутузову встановлено 1973 року. Автор — скульптор М. В. Томський. |            |
| Леонову Євгену                                   | на Алеї кінозірок на Мосфільмівській вулиці                                                     |                                                                                 | |            |
| Лобачевського Миколи, бюст                       | на території МДУ                                                                                |                                                                                 | |            |
| Ломоносова Михайла, бюст                         | на території МДУ                                                                                |                                                                                 | |            |
| Ломоносову Михайлу                               | у парку перед головним корпусом МДУ                                                             |                                                                                 | Встановлено 1954 року. Автор — скульптор Н. В. Томський. |            |
| Менделєєва Дмитра, бюст                          | на території МДУ                                                                                |                                                                                 | |            |
| Мічуріна Івана, бюст                             | на території МДУ                                                                                |                                                                                 | |            |
| Павлова Івана, бюст                              | на території МДУ                                                                                |                                                                                 | |            |
| Перемоги, монумент                               | у Парку Перемоги на Поклонній горі                                                              | 55°43′54″ пн. ш. 37°30′25″ сх. д. / 55.73167° пн. ш. 37.50694° сх. д.           | Монумент Перемоги на Поклонній горі урочисто відкрито 9 травня 1995 року (50-а річниця Дня Перемоги) у складі Меморіального комплексу Перемоги. Автор — російсько-грузинський скульптор З. К. Церетелі. |            |
| Чебишева Пафнутія, бюст                          | на території МДУ                                                                                |                                                                                 | |            |
| Шевченку Тарасові                                | на набережній Тараса Шевченка, поряд з готелем «Україна» (Кутузовський проспект, 21)            |                                                                                 | Пам'ятник Тарасу Шевченку в Москві урочисто відкрито 10 червня 1964 року з особистої ініціативи голови СРСР Микити Хрущова. Автори пам'ятника — скульптори М. Грицюк, Ю. Синькевич, А. Фуженко та архітектори А. Сницарев і Ю. Чеканюк.                                                                           |            |
| Шувалову Івану                                   | перед будівлею Фундаментальної бібліотеки МДУ                                                   |                                                                                 | Пам'ятник російському державному діячеві і меценату, засновнику Московського університету І. Шувалову відкрито 2004 року. Автор — російський скульптор Зураб Церетелі. |            |
| на честь 26 бакінських комісарів, пам'ятний знак | на вулиці 26 бакінських комісарів                                                               |                                                                                 | |            |
|                                                  |                                                                                                 |                                                                                 | |            |

### Північно-західний адміністративний округ
| Назва                                      | Розташування                                                      | Координати | Короткі відомості | Зображення |
| ------------------------------------------ | ----------------------------------------------------------------- | ---------- | --- | ---------- |
| Карбишеву Дмитру, генералу, пам'ятний знак | у сквері на початку бульвара генерала Карбишева                   |            | |            |
| Курчатова Ігоря, бюст                      | поруч з Російським НЦ «Курчатовський інститут» на площі Курчатова |            | Пам'ятник радянському російському фізику, організатору та керівнику робіт в атомній науці і техніці в СРСР, академіку АН СРСР (1943) І. В. Курчатову встановлено на однойменній площі 1971 року. Автори — скульптор Іуліан Рукавішніков та архітектори Михайло Богданов і Михайло Круглов. Незвичайний пам'ятник-«Голова академіка Курчатова» виконаний із бронзи й лабрадориту. |            |
| Рибалку Павлу, маршалу, пам'ятний знак     | на вулиці Маршала Рибалка                                         |            | |            |
| Ціолковського Костянтина, бюст             | на вулиці Ціолковського                                           |            | |            |
|                                            |                                                                   |            | |            |

### Зеленоградський адміністративний округ
| Назва | Розташування | Координати | Короткі відомості | Зображення |
| ----- | ------------ | ---------- | ----------------- | ---------- |
|       | адреса       |            |                   |            |
|       |              |            |                   |            |

## Виноски
1. ↑  Закінчено реставрацію пам'ятника Вацлаву Воровському[недоступне посилання з квітня 2019] на www.stroi.ru [Архівовано 1 серпня 2009 у Wayback Machine.]
2. 1 2  Історія пам'ятників Гоголю в Москві[недоступне посилання] на gogol.lit-info.ru (сайт, присвячений М. В. Гоголю)[недоступне посилання] (рос.)
3. 1 2 3 4 5 6 7  Фотогалерея пам'ятників Москви на mosday.ru
4. ↑  Распоряжение мэра от 26.10.2000 N 1129-РМ Об установке бюста Данте Алигьери. Архів оригіналу за 09.07.2013. Процитовано 08.08.2009.
5. 1 2 3 4 5  Баранов М. В. Архітектура / Москва, ст. // Українська радянська енциклопедія : у 12 т. / гол. ред. М. П. Бажан ; редкол.: О. К. Антонов та ін. — 2-ге вид. — К. : Головна редакція УРЕ, 1982. — Т. 7 : Мікроклін — Олеум. — 526, [2] с., [24] арк. іл. : іл., портр., карти + 1 арк с., стор. 141
6. ↑  Пам'ятник Ф. М. Достоєвському, Москва на www.otdihinfo.ru(рос.)
7. ↑  Фото скульптури[недоступне посилання з червня 2019]
8. ↑  У Москві відкрито пам'ятник жертвам теракту на Дубровці [Архівовано 21 грудня 2005 у Wayback Machine.] на www.kavkaz.strana.ru «Чеченська Республіка», інформаційний канал [Архівовано 23 березня 2009 у Wayback Machine.] (рос.)
9. ↑  Пам'ятник Г. К. Жукову, Москва на www.otdihinfo.ru(рос.)
10. ↑  Спорт-экспресс от 23.10.2007. Архів оригіналу за 15.06.2008. Процитовано 31.07.2009.
11. ↑  «Каменюка — знаряддя пролетаріату», Москва на www.otdihinfo.ru(рос.)
12. ↑  «Каменюка — знаряддя пролетаріату», Київ на www.otdihinfo.ru(рос.)
13. ↑  «Контакти» на сайті ПК МДТУ ім. Баумана. Архів оригіналу за 24 лютого 2010. Процитовано 5 червня 2010.
14. ↑  Ташкент подарував Москві мир // Вестник Международного сообщества писательских союзов № 2 за 2003 рік (рос.)
15. ↑  Другая Москва. Мнение критики. Архів оригіналу за 19 жовтня 2007. Процитовано 30 липня 2009.
16. ↑  Блінова Катерина Місто, багате монументальною пропагандою. Країни СНД готові прикрасити Москву новими пам'ятниками. // «Нєзавісімая ґазєта» за 22 червня 2006 року (рос.)
17. ↑  Місце зустрічі — біля пам'ятника Сергію Образцову ! на офіційному сайті Московського Центрального театра ляльок. Архів оригіналу за 21 лютого 2009. Процитовано 2 жовтня 2009.
18. ↑  У Москві відкрито пам'ятник Імператору Олександру II [Архівовано 25 червня 2006 у Wayback Machine.] // інф. за 9 червня 2005 року на www.const-info.narod.ru ВІЗАНТІЯ, загальнонаціональний культурно-просвітницький часопис (рос.)
19. ↑  Дни.ру об открытии памятника. Архів оригіналу за 17 лютого 2015. Процитовано 31 липня 2009.
20. ↑  Памятник Шухову открыли в Москве // Взгляд. — 2 декабря 2008
21. ↑  http://www.oldmos.ru/upload/photos/9/a/9/800_9a90fe824c755a3e0a461e72cfb215aa.jpg
22. ↑  Памятник Королеву будет установлен вблизи обелиска «Покорителям космоса» в Москве [Архівовано 11 березня 2007 у Wayback Machine.] // «Собственник», 04.07.2006
23. ↑  Матеріали про шкільний музей і пам'ятник опубліковані в збірнику нарисів про пам'ятники слави інженерних військ «Мужество, воспетое в камне» (Калининград: КВИОЛКУ ИВ им. А. А. Жданова, 1988, 112 с., іл.) та в Энциклопедия военно-исторических музеев системы образования города Москвы (РКПОО «Атлантида -XXI век» АО «Московские учебники» Москва 2004, стр. 180).
24. ↑  Пам'ятник пілотам «Нормандія-Німан» відкрито в Москві на офіційному сайті ЦАО м. Москви [Архівовано 6 вересня 2017 у Wayback Machine.] (рос.)
25. ↑  інформація на офіційному порталі префектури ПСАО/рос. ЮВАО міста Москви[недоступне посилання з липня 2019]
26. ↑  Памятник Мальчишу-Кибальчишу. Архів оригіналу за 24 жовтня 2008. Процитовано 31 липня 2009.
27. ↑  В Москве появился памятник Косыгину
28. ↑  У столиці відкрили пам'ятник конструктору Миколі Пилюгіну на www.utro.ru (рос.)
29. ↑  Информация о памятнике Багрицкому на www.apartment.ru